# Município de Worthington (Ohio)
O município de Worthington (em inglês: Worthington Township) é um município localizado no condado de Richland no estado estadounidense de Ohio. No ano de 2010 tinha uma população de 2.868 habitantes e uma densidade populacional de 30,59 pessoas por km².

## Geografia
O município de Worthington encontra-se localizado nas coordenadas 40° 35′ 27″ N, 82° 24′ 04″ O. Segundo a Departamento do Censo dos Estados Unidos, o município tem uma superfície total de 93.74 km², da qual 92.86 km² correspondem a terra firme e (0.94%) 0.88 km² é água.

## Demografia
Segundo o censo de 2010, tinha 2.868 habitantes residindo no município de Worthington. A densidade populacional era de 30,59 hab./km². Dos 2.868 habitantes, o município de Worthington estava composto pelo 97.8% brancos, o 0.7% eram afroamericanos, o 0.21% eram amerindios, o 0.24% eram asiáticos, o 0.03% eram insulares do Pacífico, o 0.45% eram de outras raças e o 0.56% pertenciam a duas ou mais raças. Do total da população o 1.19% eram hispanos ou latinos de qualquer raça.